# 44
Вижте пояснителната страница за други значения на 44.
44 (четиридесет и четвърта) година е високосна година, започваща в сряда по юлианския календар.

## Събития

### В Римската империя
- Четвърта година от принципата на Тиберий Клавдий Цезар Август Германик (41-54 г.)
- Гай Салустий Крисп Пасиен (II път) и Тит Статилий Тавър стават консули на Римската империя. Суфектконсул през тази година става Публий Калвизий Сабин Помпоний Секунд.
- Клавдий празнува триумф за завладяването на Британия. Той изкачва Капитолия на колене и поддържан от зетьове си имитирайки Гай Юлий Цезар, който прави същото по време на триумфа си за галските войни.[1]
- Ирод Агрипа I умира ненадейно и император Клавдий решава да реанексира Юдея като поставя за прокуратор Куспий Фад.[2]
- Публий Мемий Регул, който до тази година управлява провинциите Мизия, Македония и Ахея е заменен като управител от Авъл Дидий Гал, който получава управлението единствено на Мизия. За първи път от две десетилетия другите две провинции са поверени на отделни управители като император Клавдий превръща Ахея в сенатска провинция.[2]
- Ерарият (aerarium, държавната хазна) е прехвърлен от контрола на двама претори към този на двама квестори, избрани лично от императора и ползващи се с мандат от три години.[3]

## Починали
- Апостол Яков Зеведеев, брат на Йоан Богослов, убит в Йерусалим.
- Ирод Агрипа I, внук на Ирод Велики и цар на Юдея (роден 10 г. пр.н.е.)